# Sikkerhedssele
En sikkerhedssele er en anordning, der sørger for, at passagererne i f.eks. en bil sidder fast i sædet, og ikke flyver ud af forruden eller kommer til skade på anden vis i forbindelse med en ulykke. Der findes flere typer sikkerhedsseler, heraf er trepunktsselen, hvor der er en del af selen, der går hen over skulderen og ned over brystet og en andet del af selen, der går hen over maven. Der er også sikkerhedsseler, der kun går hen over maven. I Danmark er det lovpligtigt at køre med sele på offentlig vej undtagen ved bakning eller under kørsel på parkeringsplads, servicestation, værkstedsområde eller under lignende forhold.